# Drepanicus prasinus
Drepanicus prasinus is een insect uit de familie van de Mantispidae, die tot de orde netvleugeligen (Neuroptera) behoort. 
Drepanicus prasinus is voor het eerst wetenschappelijk beschreven door Esben-Petersen in 1912.